# 1 Pułk Kawalerii KOP
1 Pułk Kawalerii KOP (1 pkaw KOP) – oddział kawalerii Korpusu Ochrony Pogranicza.

## Formowanie i zmiany organizacyjne
23 marca 1939 Departament Dowodzenia Ogólnego Ministerstwa Spraw Wojskowych wydał rozkaz L.dz. 2822/Org. tj. o utworzeniu „ćwiczebnego pułku kawalerii KOP”, a Generalny Inspektor Sił Zbrojnych podporządkował generałowi dywizji Juliuszowi Rómmel „pod względem przygotowania prac operacyjnych kombinowany pułk KOP w Widawie”. Tego samego dnia zarządzona została mobilizacja alarmowa ośmiu szwadronów kawalerii KOP: „Druja”, „Łużki”, „Podświle”, „Budsław”, „Hancewicze”, „Rokitno”, „Żurno” i „Mizocz”.
26 marca 1939 wszystkie szwadrony przetransportowane zostały na stację kolejową Rusiec, na północny wschód od Wielunia i tu rozlokowane jako „Zgrupowanie Kawalerii KOP «Feliks»” pod dowództwem podpułkownika kawalerii Feliksa Kopcia, inspektora Północnej Grupy Szwadronów Kawalerii KOP. Kolejno przybywały: pluton pionierów z kompanii saperów KOP „Czortków”, pluton 37 mm armat przeciwpancernych z odwodowych baonów „Wilejka” i „Czortków” oraz drużyna radiotelegraficzna z pułku KOP „Zbołbunów”. Pododdziały te utworzyły ćwiczebny pułk kawalerii KOP. Po otrzymaniu w kwietniu i maju uzupełnień w ludziach i sprzęcie oddział został przeorganizowany w 1 pułk kawalerii KOP. Likwidacji uległ szwadron kawalerii KOP „Druja” i „Podświle”.

## Organizacja i obsada personalna pułku
Dowództwo 1 pułku kawalerii KOP
- dowódca – ppłk kaw. Feliks Kopeć
- zastępca dowódcy – mjr 1 psk Karol Błasiński († 3 VIII 1944 w powstaniu warszawskim jako podpułkownik AK)
- adiutant – por. 7 psk Stanisław Zygmunt Wysocki († 17 V 1943 w KL Dachau, pośmiertnie awansowany na rotmistrza)
- kwatermistrz – rtm. Edward Zieliński z 20 p.uł.
- oficer ordynansowy - ppor. Tadeusz Potworowski
- por. Kazimierz Draczyński z b. szwadronu kawalerii KOP „Druja”
- lekarz - kpt. lek. Wacław Kessling z dywizjonu kawalerii KOP „Niewirków”

1 szwadron (szwadron kawalerii KOP „Budsław”) 
- dowódca - rtm. 14 puł Marian Szalewicz († 1940 Katyń)
- zastępca dowódcy – por. 11 puł Tadeusz Michał Dudziński († 8 VIII 1944 we Francji, pośmiertnie awansowany na rotmistrza)

2 szwadron (szwadron kawalerii KOP „Łużki”)
- dowódca – rtm. 23 puł Heliodor Romaszkiewicz (zmarł z ran 6 IX 1939 w Łodzi)
- zastępca dowódcy – por. 12 puł Leon Będkowski

3 szwadron (szwadron kawalerii KOP „Mizocz”)
- dowódca – rtm. 27 puł Jan Maciejowski († 20 VIII 1944 we Francji, pośmiertnie awansowany na podpułkownika)
- zastępca dowódcy – por. 11 puł Włodzimierz Białoszewicz (1902–1999)

4 szwadron (szwadron kawalerii KOP „Rokitno”)
- dowódca – rtm. 4 puł Adam Henryk Bartosiewicz
- zastępca dowódcy – por. 17 puł Lucjan Woźniak

5 szwadron (szwadron kawalerii KOP „Żurno”)
- dowódca – rtm. 7 psk Kazimierz Minecki
- zastępca dowódcy – por. 24 puł Mieczysław Perzyński

6 szwadron (szwadron kawalerii KOP „Hancewicze”)
- dowódca – rtm. 4 psk Feliks Ciejko
- zastępca dowódcy – por. 18 puł Tadeusz Władysław Stupnicki († 1940 Katyń)

szwadron ciężkich karabinów maszynowych
- dowódca – rtm. 1 psk Karol Dąbrowski
- dowódca I plutonu – ppor. rez. Konstanty Hłasko

szwadron gospodarczy
- dowódca – rtm. 15 puł Gwidon Salomon (b. dowódca szwadronu kawalerii KOP „Druja”)
- oficer gospodarczy – kpt. int. Jan Jarmiński

Pododdziały specjalne:
- pluton łączności – por. Jan Mazur
- pluton przeciwpancerny – por. Franciszek Urbanowicz z pułku KOP „Czortków”
- pluton pionierów – por. sap. Leon Miazga z kompanii saperów KOP „Czortków”

Taka organizacja przetrwała w zasadzie do wybuchu wojny. W ostatnich dniach sierpnia rozformowano bowiem szwadron ckm przydzielając drużyny do macierzystych szwadronów. Pułk był pełnosprawną, dobrze wyszkoloną i uzbrojoną jednostką, czemu dał dowód w czasie działań wojennych.

## Pułk w kampanii wrześniowej 1939
Wg Narcyza Klatki w początkach kampanii wrześniowej 1 pułk posiadał pełną obsadę etatową, czyli 37 oficerów, 88 podoficerów, 672 szeregowych. Był jednostką dobrze uzbrojoną, miał na swoim uzbrojeniu min. 12 działek ppanc, 12 ckm, 15 rkm. 
Dowódca Armii „Łódź” podporządkował pułk dowódcy 10 Dywizji Piechoty. 
Wybuch wojny zastał pułk na wysuniętych pozycjach obronnych w następującym ugrupowaniu:
- 5 i 6 szwadron za rzeką Prosną, w Oddziale Wydzielonym Nr 1 pułkownika dyplomowanego Jana Zientarskiego w rejonie Grabowa, Opatowa[7], Ostrzeszowa, Kępna i Wieruszowa.
- 1 pułk kawalerii KOP (bez 5 i 6 szwadronu) w Oddziale Wydzielonym Nr 2 pułkownika dyplomowanego Jerzego Grobickiego, w rejonie Bolesławca, Wójcina i Parcic[8]. Miejsce postoju dowództwa OW 2 w dniu 1 września to dwór-pałac w Walichnowach[7]
- sztab pułku 1 września stacjonował w budynkach szkolnych w Mieleszynie[7]
- 1 szwadron w rejonie Wiewiórki i Żdżar[7]
- 2 szwadron w rejonie Makowszczyzny i Wójcina[7]
- 3 szwadron w rejonie Ladomierza[7]
- 4 szwadron w rejonie wsi Piaski[7]

Od 1 do 4 września pułk prowadził działania opóźniające, ponosząc pierwsze straty. Szwadron rotmistrza Mineckiego 1 września walczył koło mostu w Opatowie. Około godziny 15.00 szwadron wycofał się znad Prosny i dostał na tyły wojsk niemieckich z wyjątkiem jednego plutonu, który zdołał się przebić. 3 września o godz. 15.00, po walce w lesie pod Kieszenką, szwadron dostał się do niewoli niemieckiej. 3 września pułk przeprawił się przez Wartę pod Beleniem i w godzinach wieczornych skoncentrował się w rejonie Holendrów, wschodni skraj Piaskowa i Zygmuntowa. Tu OW 1 został przemianowany na „zgrupowanie ppłk. Feliksa Kopcia”. 
4 września o godz. 20.30 dowódca Armii „Łódź” nakazał pułkownikowi Grobickiemu, nowemu dowódcy Kresowej Brygady Kawalerii przyjąć w jej skład 1 pkaw KOP.
4-5 września – dołącza 5 szwadron, ciężkie walki na głównej linii obrony w rejonie Belenia i Strońska.
5 września – wraz z 10 DP i Kresową BK wycofuje się w kierunku Lutomierska i Aleksandrowa.
6 września – osiąga rejon Zgierz, Głowno.
8 września – przegrupowanie pułku w Wiskitkach
9 września pułk dotarł do Warszawy, a następnego dnia skoncentrował się w rejonie Otwocka.
13 września – przydzielony do Grupy Operacyjnej Kawalerii gen Andersa bierze udział w natarciu na Mińsk Mazowiecki. Grupa jako odwód NW wycofuje się na Lubelszczyznę w rejon Zamościa i Tomaszowa Lubelskiego
17-18 września w ramach reorganizacji Armii „Modlin” (Armia „Przedrzymirskiego”) pułk zostaje podzielony:
- dwuszwadronowy dywizjon pod dowództwem mjr Błasińskiego włączono do Mazowieckiej Brygady Kawalerii. 23/24 IX – toczy ciężkie walki o Suchowolę. Częściowo rozbity zostaje odtworzony jako słaby pułk piechoty i przyłącza się do 41 DP rez. gen. Piekarskiego. Po walkach w okolicach Krasnobrodu kapituluje wraz z dywizją 26 IX w Górecku Kościelnym.
- druga część pułku wraz z dowódcą toczyła walki w Grupie Kawalerii gen. Andersa. Po jej rozproszeniu dołączyła do organizowanej z „rozbitków” Grupy „Chełm” płk dypl. Płonki. Wraz z nią weszła w skład zgrupowania „Czterech Pułkowników”. Ostatnią walkę stoczyła 29 września pod Dzwolą z dywizjonem pancernym 27 DP (niemieckiej). Po nieudanych próbach przebicia się nad San w kierunku na Węgry kapitulowała przed Armią Czerwoną 30 września na „honorowych warunkach”. Kapitulacja wchodziła w życie z dniem 1 października. Ostatecznie złożyła broń 2 października we wsi Bukowa pod Niskiem nad Sanem. Sowieci całe zgrupowanie płk dypl. Płonki przetransportowali do Biłgoraju. Oficerowie zostali wiosną 1940 zamordowani przez NKWD, ich nazwiska znajdują się na listach katyńskich.

13 września 1939 dowódca Armii „Łódź” i „Warszawa”, generał dywizji Juliusz Rómmel wydał rozkaz pochwalny dla pułku kawalerii KOP o treści:

„Od samego początku przybycia do Armii „Łódź” pułk kawalerii KOP pod dowództwem ppłk. Kopcia Feliksa wykazał się jako wzorowy oddział. Wysunięty ku samej granicy aż po Wieruszew, Ostrzeszów i Kępno pułk uparcie i niezachwianie przeprowadzał od dnia 1 września aż po dzień 3 września walki opóźniające, stale przechodząc do przeciwuderzenia i biorąc jeńców wyświetlił sytuację. Na pozycji głównego oporu pod Wartą brał udział w walkach 4 i 5 września pod Bieleniem, Strońskiem i Piaskami. Podczas odwrotu ku Wiśle pułk w czasie ciężkich walk nigdy nie ustąpił ani piędzi zajmowanej pozycji – odchodził tylko na rozkaz, do końca zachował wzorową postawę, świecąc przykładem dla innych oddziałów. Żołnierze Pułku Kawalerii KOP, odchodzicie teraz z Grupą Operacyjną Kawalerii na wschód. Dziękuję wam w imieniu służby za waszą wytrwałość, za żołnierską postawę i ofiarność – życzę wam nadal powodzenia bojowego ku chwale Ojczyzny. Za zasługi dowódcze, za wykazane męstwo i odwagę nadaję Order Virtuti Militari IV klasy dowódcy pułku – ppłk. Kopciowi Feliksowi oraz przyznaję dla pułku 10 krzyży Virtuti Militari do dyspozycji dowódcy pułku, celem odznaczenia najdzielniejszych jego żołnierzy”.